# Antinisfjall
Antinisfjall är ett berg i Färöarna (Kungariket Danmark).   Det ligger i sýslan Vága sýsla, i den nordvästra delen av landet, 30 km nordväst om huvudstaden Tórshavn. Toppen på Antinisfjall är 392 meter över havet. Antinisfjall ligger på ön Vágar.
Terrängen runt Antinisfjall är kuperad. Havet är nära Antinisfjall åt nordväst. Runt Antinisfjall är det glesbefolkat, med 16 invånare per kvadratkilometer. Närmaste större samhälle är Vestmanna, 6,3 km öster om Antinisfjall. Trakten runt Antinisfjall består i huvudsak av gräsmarker.